# L'uomo di casa (film 1995)
L'uomo di casa (Man of the House) è un film del 1995 diretto dal regista James Orr e prodotto dalla Walt Disney Pictures.

## Trama
Traumatizzato dall'abbandono del padre, l'undicenne Ben trascorre l'adolescenza con la sola madre. La gelosia che ha per lei porta tutti i corteggiatori della madre a rompere qualsivoglia tipo di relazione. L'ennesimo pretendente si presenta sotto forma di Jack, procuratore distrettuale, il quale viene immediatamente a conoscenza di non essere il benvenuto per l'uomo di casa. Per liberarsi di lui, Ben iscrive entrambi a un club di guide indiane, e tra esercitazioni di lotta, patate bollenti e danza della pioggia, sopportate con pazienza da "Cane Colitico" (questo il nome indiano dato a Jack), il rapporto affettivo tra i due si avvicina sempre più.

## Produzione
Il film venne prodotto dalla Walt Disney Pictures, in collaborazione con All Girl Productions, Forever Girls Productions, Marty Katz Productions e Orr & Cruickshank.

## Luoghi delle riprese
Il film è stato girato dal 13 giugno al 19 agosto 1994 tra Los Angeles e Vancouver.

## Distribuzione
Distribuito dalla Buena Vista Pictures il 3 marzo 1995 negli Stati Uniti e il 20 settembre 1996 in Italia.

## Colonna sonora
Tra le canzoni che compongono la colonna sonora vi sono: Louie Louie dei The Kingsmen, Gonna Make You Sweat (Everybody Dance Now) dei C+C Music Factory, Confusion dei Medicine Wheel, Hit the Road Jack, e la canzone che chiude il film, Return to Innocence degli Enigma.

## Botteghino
Costato 22 milioni di dollari, ne ha incassati 40 solo negli Stati Uniti.

## Critica
Diretto da James Orr che lo ha sceneggiato con l'abituale collaborazione di Jim Cruickshank (Sister Act 2), L'uomo di casa ha l'andamento di una sit-com e tanto valeva che uscisse direttamente sul piccolo schermo. Accanto a un Chevy Chase insolitamente sotto tono, se la cava molto bene Jonathan Taylor Thomas, giovanissima star televisiva. (La Stampa, Alessandra Levantesi, 22/9/1996)
L'uomo di casa ("Man of the house") è una commediola familiare che porta le impronte del vecchio stile Disney per cui tutto appare trasferibile in un cartoon e funziona ugualmente, preferibilmente in tv però, come una sit com preserale. L'importante è che tutto sia convenzionale e fasullo, la casa come i sentimenti, i finti capi indiani che scelgono come bersaglio il generale Custer come le aule della scuola, dove si consumano piccoli ma continui episodi di razzismo. E se Chevy Chase, che si avventura anche a raccontare una parabola morale, fa solo rimpiangere l'humour dei tempi del Saturday Night Live, Farrah Fawcett tiene gli occhi spalancati, si prende un ruolo da Goldie Hawn e lo rende asettico. (Corriere della Sera, Maurizio Porro, 24/9/1996)

## Curiosità
- Nel libro che Jack sfoglia è leggibile il nome "Clarice Starling", personaggio del romanzo Il silenzio degli innocenti.
- Il giornale di fumetti che Ben legge sotto l'albero è basato su Il re leone, film in cui l'attore Jonathan Taylor Thomas dà la voce a Simba.
- Il videogioco con cui Ben gioca mentre Jack gli parla del campeggio del 4 luglio è Wing Commander.
- L'uomo imbranato con l'aquilone che Sandy incontra all'inizio del film è l'allora marito di Farrah Fawcett, Ryan O'Neal.
- Il film venne girato in estate, durante il periodo di sosta di Jonathan Taylor Thomas dalle riprese della serie Quell'uragano di papà.[4]